# Constantin Philipsen
Lauritz Carl Constantin Philipsen (født 1. december 1859 i København, død 23. august 1925 i Hellerup) var en dansk biografdirektør.
Constantin Philipsen, der var søn af en fotograf, fulgte i sin fars fodspor og blev selv uddannet fotograf. Han begyndte som 17-årig at vise lysbilleder på Svendborg Teater og to år senere i Hofteatret. Efter et ophold i USA fra 1898 tillige i de øvrige nordiske lande. Han åbnede Danmarks første faste biograf, Kosmorama på Østergade i København 27. september 1904 efter flere filmforevisninger på forsøgsbasis. I de følgende år fulgte åbninger af hele 26 biografer i provinsen. Flere af dem blev navngivet Kosmorama, eksempelvis Aarhus' første biograf, der åbnede 1905 i Guldsmedgade.
Et par år senere begyndte han selv at producere et par film. Hans første var Gøglerblod, der blev instrueret af franske Gerard Bourgeois med Bjørn Bjørnsson og Gerda Christophersen på rollelisten.
Nordens dengang største biograf, Palads, åbnede på hans initiativ i 1912, men sygdom forhindrede han i at deltage i åbningen. Herefter stod han bag Kinopalæet i 1918 inden han endte sit virke i den danske biografverden som direktør for Rialto Teatret, som han grundlagde i 1924. Oprindeligt skulle den have været en såkaldt art cinema, men de planer nåede ikke at blive realiseret før Constantin Philipsens død.
Constantin Philipsen fik stor betydning for den danske biografverden, hvilket hang sammen med timingen for åbningen af den første biograf. Teknikken bag filmproduktion var på det tidspunkt så moden, at man i begyndelsen af 1900-tallet kunne lave film, der varede op til 15 minutter, hvilket bedre kunne fastholde publikum end de små et minut lange film, man tidligere kunne producere.
Han var far til Preben Philipsen, der også blev filmproducent.
Constantin Philipsen er begravet på Garnisons Kirkegård.